# Society for Molecular Biology and Evolution
La Society for Molecular Biology and Evolution (SMBE) és una organització científica i acadèmica fundada el 1982 amb l'objectiu de donar suport a la recerca acadèmica en el camp de l'evolució molecular. La societat acull una reunió anual, normalment que té lloc al juny o juliol. També dona suport a reunions satèl·lits durant tot l'any. El primer president de la Societat va ser el biòleg evolucionista Walter M. Fitch. El president actual és James McInerney.
El 1983, la societat va començar a publicar la revista científica Molecular Biology and Evolution amb Oxford University Press. El 2009 va començar a publicar una segona revista, Genome Biology and Evolution.